# فوجی‌ایدرا، اوساکا
فوجی‌ایدرا در استان اوساکا در کشور ژاپن واقع شده است  که دارای جمعیت ۶۵٬۸۹۲ نفر و مساحت ۸٫۸۹ کیلومتر مربع با تراکم جمعیت ۷٬۴۱۲  نفر در کیلومترمربع است و در تاریخ ۱ نوامبر ۱۹۶۶ به عنوان شهر شناخته شد.